# Cerma festa
Cerma festa är en fjärilsart som beskrevs av Achille Guenée 1852. Cerma festa ingår i släktet Cerma och familjen nattflyn. Inga underarter finns listade i Catalogue of Life.